# Eleições presidenciais no Tajiquistão em 2020
As eleições presidenciais tajiques de 2020 foram realizadas em 11 de outubro. O resultado foi a quinta vitória consecutiva para Emomali Rahmon, do Partido Democrático Popular, que foi reeleito com mais de 90% dos votos. Rahmon foi empossado para seu quinto mandato em 30 de outubro em uma cerimônia no Palácio Kokhi Somon em Duxambé.

## Sistema eleitoral
O presidente do Tajiquistão é eleito para um mandato de sete anos usando o sistema de dois turnos; se nenhum candidato receber mais de 50% dos votos, um segundo turno é realizado entre 15 e 31 dias depois, entre os dois candidatos que receberam mais votos. Para que o resultado seja validado, a participação dos eleitores deve exceder 50%; se ele cair abaixo do limiar, novas eleições serão realizadas.
Os candidatos devem reunir e enviar assinaturas de 5% dos eleitores registrados para concorrer às eleições.

## Candidatos
No poder como presidente desde 1994, o atual presidente Emomali Rahmon poderia buscar um novo mandato. Especula-se que seu filho Rustam Emomali ou um aliado próximo poderia concorrer se não o fizesse. Nenhuma eleição no Tajiquistão foi julgada como livre e justa desde sua independência da União Soviética, e o Tajiquistão é descrito pela mídia internacional como um Estado autoritário.
Em 2019, um médico aposentado chamado Quvvatali Murodov procurou desafiar Rahmon e sugeriu que "as autoridades derrubem restrições que dificultam a candidatura à presidência".
Em 2019, Sharofiddin Gadoev, líder do movimento de oposição banido Grupo 24, disse que havia sido sequestrado na Rússia e levado ao Tajiquistão. Ele relatou que seus captores lhe disseram que Rustam Emomali participaria das eleições de 2020.
Em 3 de setembro de 2020, Faromuz Irgashev, um advogado de 30 anos da Região Autônoma de Gorno-Badaquexão (RAGB), do Tajiquistão, anunciou sua intenção de concorrer à presidência através de um vídeo no YouTube. Ele ligou sua decisão de correr para testemunhar o abuso policial em Khorog e RAGB mais amplamente.
Após especulações sobre se o filho de Rahmon, Rustam, seria candidato à presidência, finalmente Rahmon foi nomeado por seu partido em um congresso do partido em 3 de setembro de 2020. Anteriormente, ele também foi nomeado pelo congresso da Federação dos Sindicatos Independentes em 26 de agosto e pela União da Juventude do Tajiquistão.
Em 14 de setembro, a Comissão Central de Eleições (CEC) anunciou que cinco homens foram registrados como candidatos nesta eleição: Rustam Latifzoda (Partido Agrário), Abduhalim Ghafforov (Partido Socialista), Miroj Abdulloyev (Partido Comunista), Rustam Rahmatzoda (Partido da Reforma Econômica) e o próprio Rahmon (Partido Democrático Popular). A candidatura de Irgashev foi rejeitada pela CEC porque ele não apresentou seu registro até o prazo final. Todos os candidatos aprovados geralmente defendem posições pró-governo.

## Conduta
Antes das eleições, em 6 de outubro houve relatos de protestos na capital Duxambé. Um manifestante disse que "Ações de protesto e comícios daqueles insatisfeitos com os resultados das eleições presidenciais no Tajiquistão são impossíveis", referindo-se aos protestos em curso na Bielorrússia e no Quirguistão que podem transbordar para o Tajiquistão.

## Resultados
Uma conclusão precipitada, o atual presidente Rahmon ganhou a reeleição, supostamente com mais de 90% dos votos. Assim como nas eleições anteriores, a eleição não foi considerada livre ou justa.
| Candidato                              | Partido                                | Votos     | %      |
| -------------------------------------- | -------------------------------------- | --------- | ------ |
| Emomali Rahmon                         | Partido Democrático Popular            | 3,837,927 | 92.07  |
| Rustam Latifzoda                       | Partido Agrário                        | 127,746   | 3.06   |
| Rustam Rahmatzoda                      | Partido da Reforma Econômica           | 90,587    | 2.17   |
| Abduhalim Ghafforov                    | Partido Socialista                     | 62,835    | 1.51   |
| Miroj Abdulloyev                       | Partido Comunista                      | 49,212    | 1.18   |
| Total                                  | Total                                  | 4,168,307 | 100.00 |
|                                        |                                        |           |        |
| Votos válidos                          | Votos válidos                          | 4,168,307 | 98.75  |
| Votos inválidos ou em branco           | Votos inválidos ou em branco           | 52,769    | 1.25   |
| Total de votos                         | Total de votos                         | 4,221,076 | 100.00 |
| Eleitores registrados e comparecimento | Eleitores registrados e comparecimento | 4,946,289 | 85.34  |